# John McHardy Sinclair
John McHardy Sinclair (także John M Sinclair, John Sinclair) (ur. 14 czerwca 1933, zm. 13 marca 2007 we Florencji) – językoznawca brytyjski ze Szkocji, leksykograf, współtwórca językoznawstwa korpusowego, profesor angielskiego uniwersytetu w Birmingham.
Uczył się w George Heriot's School w Edynburgu, a naukę kontynuował na Uniwersytecie Edynburskim.
W 1980 był pomysłodawcą pionierskiego projektu leksykograficznego COBUILD, w ramach którego został redaktorem naczelnym serii słowników i wydawnictw edukacyjnych, opartych na rzeczywistym słownictwie zgromadzonym w korpusie języka angielskiego (początkowo około 20 milionów wyrazów), nazwanym później jako Bank of English. Korpus językowy współtworzył Uniwersytet w Birmingham oraz wydawnictwo William Collins, Sons & Co.
Pod koniec życia John McHardy Sinclair przeniósł się do Włoch, gdzie wykładał w założonym i prowadzonym przez siebie ośrodku edukacyjno-badawczym, Tuscan Word Centre. Autor książek i artykułów z dziedziny językoznawstwa.
Uniwersytet Fryderyka i Aleksandra w Erlangen i Norymberdze przyznał mu 25 października 2007 tytuł doktora honoris causa.

## Życie prywatne
Brat Beryl Atkins, leksykografki. Od 1956 jego żoną była Margaret Lloyd, z którą mieli trójkę dzieci. Z drugą żoną, Eleną Tognini-Bonnelli, mieli dwójkę dzieci.

## Publikacje
- John McHardy Sinclair, Malcolm Coulthard Towards an Analysis of Discourse: The English Used by Teachers and Pupils. Oxford University Press. 1975.

- John McHardy Sinclair, David Brazil. Teacher Talk. Oxford University Press. 1982.

- John M Sinclair, Looking up: An Account of the COBUILD Project in Lexical Computing and the Development of the Collins COBUILD English Language Dictionary, Collins ELT, 1987, ISBN 0-00-370256-1[6]

- John McHardy Sinclair, Corpus, Concordance, Collocation. Oxford University Press. 1991.

- John McHardy Sinclair, Reading Concordances: An Introduction. Pearson/Longman. 2003.

- John McHardy Sinclair, Trust the Text: Language, Corpus and Discourse. Routledge. 2004.

- John McHardy Sinclair, How to use Corpora in Language Teaching. John Benjamins Publishing. 2004.

- John McHardy Sinclair, Anna Mauranen, Linear Unit Grammar: Integrating Speech and Writing. John Benjamins Publishing. 2006.